# Географски објекат
Географски објекат у најширем смислу представљају делове Земљине површине. Постоје две основне врсте географских објеката — природни и вештачки. Природни географски објекти укључују копнене масе и екосистеме, али нису ограничених на њих. На пример, врсте терена, водне површине, природне јединице (које садрже све биљке, животиње и микроорганизме који егзистирају заједно са неживим природним предметима из окружења) природни су географски објекти. Са друге стране људска насеља, грађевински објекти и слично представљају вештачке географске објекте.

## Природни географски објекти
- копнена површина
- водена површина
  - море
  - језеро
  - река

## Вештачки географски објекти
- Људска насеља
  - град
    - кварт

  - предграђе
  - село
  - заселак